# إلي بالتا
إلي بالتا هي قرية في مقاطعة شاهين دج، إيران. يقدر عدد سكانها بـ 122 نسمة بحسب إحصاء 2016.